# David Tyshler
David Tyshler (né le 13 juillet 1927 à Kherson en Ukraine, et mort le 7 juin 2014) est un escrimeur soviétique. Il participe aux Jeux olympiques d'été de 1956 dans l'épreuve du sabre par équipe et remporte la médaille de bronze. À la fin de sa carrière, il devient entraîneur.

## Palmarès

### Jeux olympiques
- Jeux olympiques de 1956 à Melbourne,  Australie
  -  Médaille de bronze.